# Buxerolles (Côte-d’Or)
Buxerolles – miejscowość i gmina we Francji, w regionie Burgundia-Franche-Comté, w departamencie Côte-d’Or.
Według danych na rok 1990 gminę zamieszkiwało 39 osób, a gęstość zaludnienia wynosiła 3 osoby/km² (wśród 2044 gmin Burgundii Buxerolles plasuje się na 871. miejscu pod względem liczby ludności, natomiast pod względem powierzchni na miejscu 747.).